# Kvatji Kvatjantiradze
Kvatji Kvatjantiradze (georgiska: კვაჭი კვაჭანტირაძე) är en roman av Micheil Dzjavachisjvili från 1924.